# Інгрід Гарде Вайдемар
Інгрід Гарде Вайдемар (швед. Ingrid Gärde Widemar; 24 березня 1912, Єнчепінг — 2 січня 2009) — шведська юристка і політик. Член Риксдагу. Перша жінка-суддя Верховного суду Швеції.

## Біографія
До 1936 року вивчала право у Стокгольмському університеті. Дипломований юрист. У 1936—1939 роках працювала нотаріусом у Стокгольмської мерії, в 1940—1944 роках — суддею Апеляційного суду Свеаланда. З 1945 року керувала власною адвокатською фірмою.
У 1948 році була прийнята у Шведську колегію адвокатів.
Політик, член Ліберальної партії Швеції.
Обиралася членом Риксдагу від Стокгольма до Нижньої палати (1949—1952), Верхньої палати (1954—1960) і Нижньої палати (1961—1968).
У 1968—1977 роках — перша жінка-суддя Верховного суду Швеції.